# Сойер (округ)
Округ Сойер (англ. Sawyer County) располагается в штате Висконсин, США. Официально образован в 1883 году. По состоянию на 2010 год, численность населения составляла 16 557 человек.

## География
По данным Бюро переписи США, общая площадь округа равняется 3496,503 км2, из которых 3255,633 км2 суша и 240,870 км2 или 6,900 % это водоёмы.

## Население
По данным переписи населения 2000 года в округе проживает 16 196 жителей в составе 6 640 домашних хозяйств и 4 581 семей. Плотность населения составляет 5,00 человек на км2. На территории округа насчитывается 13 722 жилых строений, при плотности застройки около 4,00-х строений на км2. Расовый состав населения: белые — 81,72 %, афроамериканцы — 0,31 %, коренные американцы (индейцы) — 16,07 %, азиаты — 0,30 %, гавайцы — 0,02 %, представители других рас — 0,35 %, представители двух или более рас — 1,23 %. Испаноязычные составляли 0,90 % населения независимо от расы.
В составе 27,50 % из общего числа домашних хозяйств проживают дети в возрасте до 18 лет, 54,20 % домашних хозяйств представляют собой супружеские пары проживающие вместе, 10,00 % домашних хозяйств представляют собой одиноких женщин без супруга, 31,00 % домашних хозяйств не имеют отношения к семьям, 26,20 % домашних хозяйств состоят из одного человека, 11,70 % домашних хозяйств состоят из престарелых (65 лет и старше), проживающих в одиночестве. Средний размер домашнего хозяйства составляет 2,39 человека, и средний размер семьи 2,86 человека.
Возрастной состав округа: 24,10 % моложе 18 лет, 6,00 % от 18 до 24, 24,60 % от 25 до 44, 27,40 % от 45 до 64 и 27,40 % от 65 и старше. Средний возраст жителя округа 42 лет. На каждые 100 женщин приходится 101,80 мужчин. На каждые 100 женщин старше 18 лет приходится 101,00 мужчин.